# Huequenia araucana
Huequenia araucana är en skalbaggsart som först beskrevs av Cerda 1980.  Huequenia araucana ingår i släktet Huequenia och familjen långhorningar. Inga underarter finns listade i Catalogue of Life.